# Barsk
Barsk (Fins: Parski) is een dorp binnen de Zweedse gemeente Haparanda. Het dorp is gelegen aan de Riksväg 99 en de Torne die hier samen in het dal van de laatste liggen. Barsk had tussen 1916 en 1992 een stationnetje Skogskärr langs de spoorlijn Karungi-Övertorneå
Alatalo · Barsk · Haparanda · Kangas · Kankaanranta · Karungi · Kattilasaari · Keräsjänkkä · Keräsjoki · Korpikylä · Korva · Kukkola · Lappträsk · Marielund · Mattila · Nikkala · Parviainen · Purra · Salmis · Seskarö · Säivis · Vojakkala · Vuono · Vittikko